# USS Aulick (DD-258)
USS Aulick (DD-258) là một tàu khu trục lớp Clemson được Hải quân Hoa Kỳ chế tạo vào cuối Chiến tranh Thế giới thứ nhất. Trong Chiến tranh Thế giới thứ hai, nó được chuyển cho Hải quân Hoàng gia Anh và được đổi tên thành HMS Burnham (H82), và đã phục vụ cho đến khi xung đột kết thúc. Nó là chiếc tàu chiến đầu tiên của Hải quân Hoa Kỳ được đặt tên theo John H. Aulick (1787-1873), một sĩ quan Hải quân Hoa Kỳ.

## Thiết kế và chế tạo
Aulick được đặt lườn vào ngày 3 tháng 12 năm 1918 tại xưởng tàu Fore River Shipyard của hãng Bethlehem Shipbuilding Corporation ở Quincy, Massachusetts. Nó được hạ thủy vào ngày 11 tháng 4 năm 1919, được đỡ đầu bởi bà Phillip J. Willett; và được đưa ra hoạt động tại Xưởng hải quân New York vào ngày 26 tháng 7 năm 1919 dưới quyền chỉ huy của Hạm trưởng, Thiếu tá Hải quân Lee P. Johnson.

## Lịch sử hoạt động

### USSAulick
Sau khi hoàn tất việc chạy thử máy, Aulick đi sang vùng bờ Tây nơi nó gia nhập Chi hạm đội Khu trục 10 trực thuộc Hạm đội Thái Bình Dương. Đang khi hoạt động dọc theo vùng bờ biển California, con tàu được mang số hiệu lườn DD-258 vào ngày 17 tháng 7 năm 1920. Nó tiếp tục các hoạt động thường lệ của hạm đội cho đến khi được cho xuất biên chế tại Xưởng hải quân Mare Island vào ngày 27 tháng 5 năm 1922.
Sau 17 năm bị bỏ không trong thành phần dự bị, Aulick được cho nhập biên chế trở lại vào ngày 18 tháng 6 năm 1939 tại San Diego, California. Nó quay trở lại vùng bờ Đông và phục vụ cho đến mùa Thu năm 1940. Vào ngày 8 tháng 10 năm 1940, nó được cho xuất biên chế tại Halifax, Nova Scotia và chuyển cho Anh Quốc theo Thỏa thuận đổi tàu khu trục lấy căn cứ. Tên nó được cho rút khỏi danh sách Đăng bạ Hải quân Hoa Kỳ vào ngày 8 tháng 12 năm 1941.

### HMSBurnham
Được cho nhập biên chế cùng Hải quân Hoàng gia Anh như là chiếc HMS Burnham (H82), tên được đặt theo cả Burnham, Pennsylvania và Burnham-on-Sea, Somerset, chiếc tàu khu trục bắt đầu từ tháng 12 năm 1940. Vào đầu năm 1941, nó bắt đầu một loạt các chuyến hộ tống vận tải giữa Iceland và Newfoundland. Nó được cải biến nhằm tối ưu cho nhiệm vụ hộ tống vận tải bằng cách tháo dỡ ba trong số các khẩu pháo 4 in (100 mm)/50 caliber ban đầu và ba dàn ống phóng ngư lôi ba nòng để giảm bớt trọng lượng bên trên, lấy chỗ để mang thêm mìn sâu đồng thời trang bị một dàn súng cối chống tàu ngầm Hedgehog. Con tàu được thị trấn Burnham-on-Sea, Somerset chính thức đỡ đầu vào năm 1942.
Trong suốt những năm 1942 và 1943, nó hoạt động chủ yếu giữa Newfoundland và Londonderry Port, Derry, Bắc Ireland. Nó được phân về Đội hộ tống C-2 trực thuộc Lực lượng Hộ tống Giữa đại dương để hộ tống các đoàn tàu ON-113, HX-201, ON-119, SC-97, ON-129 và SC-102; rồi với Đội hộ tống C-3 để hộ tống các đoàn tàu ON-152, HX-221, ON-163, HX-226, ON-172, SC-124, ON-180 và HX-238 vào mùa Đông năm 1942-1943.
Đến năm 1944, Burnham được sử dụng vào nhiệm vụ huấn luyện máy bay cho Bộ chỉ huy Tiếp cận phía Tây; vào lúc này một nhóm đại biểu của con tàu đã viếng thăm thị trấn Somerset và diễu hành qua đường phố. Nó được đưa về thành phần dự bị tại Milford Haven, Wales vào tháng 11 năm 1944; và cuối cùng nó bị tháo dỡ tại Pembroke, Wales vào tháng 12 năm 1948.